# Nicholas Longespée
Nicholas Longespée († 18. Mai 1297) war ein Bischof der englischen Diözese Salisbury. 
Nicholas war der vierte und jüngste Sohn von William Longespée, 3. Earl of Salisbury und von dessen Frau Ela of Salisbury. Sein Vater war ein unehelicher Sohn von König Heinrich II. und gehörte bis zu seinem Tod 1226 zu den einflussreichsten englischen Magnaten. Nicholas war noch minderjährig, als sein Vater starb, und noch 1236 galt seine Mutter als sein Vormund.
Wie sein Bruder Richard, der zweite Sohn seiner Eltern, wurde auch Nicholas für eine geistliche Karriere vorgesehen. Dabei besuchte er wahrscheinlich keine Hochschule, erhielt aber dennoch rasch eine Reihe von geistlichen Ämtern. Im September 1248 war er Rektor von Iwerne Minster in Dorset, daneben wurde er Rektor von drei anderen Pfarrkirchen, nämlich ab 1262 von South Tawton in Devon, ab 1263 von Wyke Regis in Dorset und vor 1267 von Lacock in Wiltshire. Dazu wurde er vor Oktober 1262 Kanoniker in Salisbury. Vor dem 19. Dezember 1274 war er Schatzmeister der Kathedrale von Salisbury geworden. Als alter Mann, als er bereits mindestens 65 Jahre alt war, wurde er am 12. Dezember 1291 zum Bischof von Salisbury gewählt. Am 16. Dezember bestätigte König Eduard I. die Wahl und übergab Longespée die Temporalien. Schließlich bestätigte Erzbischof Pecham von Canterbury am 22. Dezember die Wahl. Am 24. Dezember schwor Longespée dem König in Greenwich die Treue. Unterstützt von Eduard I. versuchte Longespée die Bischofsweihe in Salisbury durchführen zu lassen, was jedoch abgelehnt wurde. So wurde er am 16. März 1292 von Pecham in Canterbury zum Bischof geweiht und schließlich am 21. September 1292 in der Kathedrale von Salisbury inthronisiert, was er mit einem aufwändigen Festessen feierte.
Obwohl Longespée mit dem König verwandt war, gibt es keine Anzeichen, dass dieser die Wahl des Cousins seines Vaters zum Bischof gefördert hatte. Als wohlhabender Bischof hatte Longespée einen großen Haushalt unterhalten, doch trotz seines Alters war er ein engagierter Geistlicher. Seine Lieblingsresidenz war der Bischofspalast in Ramsbury, doch daneben besuchte er auch andere Teile seiner Diözese und hielt sich mehrmals in London auf. Im Januar 1294 vereinbarte er mit den Archidiakonen seiner Diözese, wie die Testamente von Rektoren und Vikaren rechtlich geprüft werden sollten. Im Februar 1295 verkündete er Ergänzungen der Statuten für das bischöfliche College of St Edmund in Salisbury. 
Nach seinem Tod wurde er um den 23. Mai 1297 gemäß seinem Testament zu Füßen seines Vaters in der Kathedrale von Salisbury beigesetzt. Sein Herz wurde in einer separaten Herzbestattung in Lacock Abbey beigesetzt, dem Kloster, in dem seine Mutter Äbtissin war und auch begraben wurde. In seinem Testament stiftete er über £ 850 zugunsten von Klöstern und anderen Einrichtungen, vor allem in der Diözese Salisbury.